# Black Angelika
Black Angelika, pseudonimo di Alexandra Panait (Bucarest, 25 ottobre 1987), è un'ex attrice pornografica rumena.

## Biografia
Nata in Romania, Black Angelika è un'attrice pornografica dell'Europa orientale che ha trovato un grande seguito negli Stati Uniti. Ha lavorato per compagnie internazionali come Brazzers, Private e Twistys che le hanno fatto guadagnare una notevole popolarità. Le sue performance spaziano dal softcore all'hardcore dove ha girato numerose scene all sex e fetish oltre a scene di doppia penetrazione per diverse case come Brazzers, Wicked e si esibisce anche in scene lesbo. Si è ritirata dall'industria del cinema per adulti nel 2014.

## Riconoscimenti
- 2009: Hot d'Or – Best European Starlet[5]
- 2010: Erotixxx Award – Best European Actress[6]
- 2011: AVN Awards nomination – Female Foreign Performer of the Year[7]
- 2011: AVN Awards nomination – Best Sex Scene in a Foreign-Shot Production – All Star 2 (Digital Playground) con James Brossman[7]

## Filmografia
- Anal Teen Tryouts 14 (2007)
- Ass Traffic 3 (2007)
- Elegance X (2007)
- Euro Lesbo Girls 3 (2007)
- French Kiss (2007)
- Fucky New Year (2007)
- Mad Sex Party: Budapest Bang and the Wet Set (2007)
- Nasty Intentions 1 (2007)
- Oral Obsession (2007)
- Private Sex Auditions 4 (2007)
- Private Xtreme 38: Teens (2007)
- Romanian Angels (2007)
- Slutty and Sluttier 4 (2007)
- Tamed Teens 2 (2007)
- Throat Bangers 17 (2007)
- All Holes Open (2008)
- Anal Gate 4: Anal Addicts (2008)
- Analizator 3 (2008)
- Annina Superstar (2008)
- Claudia (2008)
- Cum For Cover 2 (2008)
- Cutie with a Booty (2008)
- Deeep 2 (2008)
- Dirty Job: Complotto Carnale (2008)
- Erotic Book of Stockings, Garters, and Pantyhose 3 (2008)
- Eskade the Submission (2008)
- Girls Forbidden Pleasures 2 (2008)
- Glamour Dolls 4 (2008)
- Il Piacere Del Peccato (2008)
- Kiss Me First 2 (2008)
- Ladies of Pleasure (2008)
- Lesbians In The Tropics (2008)
- Living Dolls (2008)
- Mad Sex Party: Pussy Mansion (2008)
- Mad Sex Party: The VIP Room and Tasty Cakes (2008)
- Miss Uniform 1 (2008)
- My Sex Space (2008)
- Party Babes (2008)
- Private Gold 100: Pornolympics: the Anal Games (2008)
- Private Tropical 39: On Vacation with My Slut Sister (2008)
- Private Xtreme 40: Ibiza Sex Party 5 (2008)
- Private Xtreme 43: 100% Zuleidy: Top Anal Teen (2008)
- Russian Institute: Lesson 10 (2008)
- Secrets of the Suburbs (2008)
- Sex Bus (2008)
- Sex Carnage 1 (2008)
- Sex Carnage 4 (2008)
- SEXth Element (2008)
- Teen X Two 3 (2008)
- Top Wet Girls 1 (2008)
- Virtual Seduction (2008)
- Whores D'Oeuvre 1 (2008)
- Young Harlots: Riding School (2008)
- Zarten Spalten aufgelauert (2008)
- Anal Asspirations 11 (2009)
- ATK Petite Amateurs 5 (2009)
- Best by Private 106: Dripping Wet Lesbian Pussy (2009)
- Cazz Woman (2009)
- Comment épouser son patron (2009)
- Dress Me Up 1 (2009)
- Fresh on Cock: Abbie Cat vs Angelica Heart (2009)
- Fuck V.I.P. Orgasm (2009)
- Gangbang Junkies 4 (2009)
- Hot Caribe Experience (2009)
- Lesbian Encounters (2009)
- Make Me Cum Please 1 (2009)
- Pay You With My Mouth (2009)
- Pornochic 18: Aletta (2009)
- Private Life of Black Angelika (2009)
- Private Specials 27: Fuck My Big Boobs (2009)
- Private Tropical 42: TropicAnal Flashbacks (2009)
- Screw Me (2009)
- Super Glam 1 (2009)
- Teenieliscious (2009)
- Woodman Casting X 68 (2009)
- 7 Infirmières Gourmandes (2010)
- All Internal 12 (2010)
- All Internal 14 (2010)
- All Star 2 (2010)
- All Star POV (2010)
- Big Hooters (2010)
- Black Angelika Infirmiere Tres Speciale (2010)
- Doll House 7 (2010)
- Footballers Wives: First Half (2010)
- High Heels and Glasses 1 (2010)
- Mademoiselle de Paris (2010)
- Maximum Fitness (2010)
- Naughty Nanny Diaries (2010)
- Naughty Spanish Maids 1 (2010)
- No Hidden Truth (2010)
- Office Pleasure (2010)
- Original Sinners (2010)
- Porn Fan Fuckfest Budapest 2 (2010)
- Porn Week: Porn Fan Fuckfest Budapest 2 (2010)
- Private Gold 110: Miss Private - Battle Of The Big Boobs (2010)
- Sensual Seductions 4 (2010)
- Sheer Nylon (2010)
- She's Got the Fever (2010)
- Step By Step 3 (2010)
- Teen Models 3 (2010)
- Big Butts Like It Big 8 (2011)
- DP Darlings (2011)
- Fuck V.I.P. Stars (2011)
- I Fucked My Boss (2011)
- I Kissed a Girl (2011)
- Lick Land 4 (2011)
- Nights At The Museum (2011)
- Orgy: The XXX Championship (2011)
- Perfect Angels (2011)
- Pornochic 21: Aleska and Angelika (2011)
- Private Gold 114: The Widow (2011)
- Private Gold 115: La Femme Fucktale (2011)
- Private Gold 116: The Nightmare Of... (2011)
- Private Gold 120: Love Potion 69 (2011)
- Private Gold 122: Assbreak Hotel 1 (2011)
- Style (2011)
- Toy Sluts (2011)
- Triple Bi (2011)
- Big Butts Like It Big 11 (2012)
- Brazzers Worldwide: Budapest (2012)
- Cock Inspectors (2012)
- Double Protection 1 (2012)
- Fuck Me or Fight Me (2012)
- Mofos Worldwide (2012)
- Only Fools And Arses (2012)
- Pornochic 23: Claire Castel (2012)
- Private Gold 129: Assbreak Hotel 2 (2012)
- Sexual Rehab (2012)
- Strap It On (2012)
- Twisted Solos (2012)